# Hậu Tắc
Hậu Tắc (chữ Hán: 后稷, 2445 TCN - ?), tên thật là Cơ Khí (姬弃), là tổ tiên nhà Chu trong lịch sử Trung Quốc.

## Ra đời
Hậu Tắc sinh ra tại Tắc Sơn (nay là huyện Tắc Sơn, Vận Thành, tỉnh Sơn Tây), là con Đế Khốc, mẹ là con gái họ Hữu Thai, tên là Khương Nguyên, vợ cả Đế Khốc.
Truyền thuyết cho rằng, Khương Nguyên vào rừng thấy vết chân người khổng lồ bèn dẫm vào rồi mang thai. Cho rằng đó là điềm không lành, khi sinh nở, Khương Nguyên bỏ đứa trẻ ra ngõ hẹp. Nhưng trâu ngựa đi qua đều tránh không dẫm vào đứa trẻ. Khương Nguyên bèn mang bỏ vào rừng, nhưng đúng lúc rừng lại đông người, nên bỏ vào lạch. Đứa trẻ được loài chim lấy cánh ủ cho.
Khương Nguyên thấy lạ bèn mang con về nuôi và đặt tên là Khí (弃; nghĩa là bỏ).

## Thời Nghiêu Thuấn
Từ nhỏ, Khí đã tỏ ra là người có chí khí như người lớn. Ông thích trồng cây vừng, các loại đậu và đay. Lớn lên, Khí thích việc canh nông, xem xét các chất đất, tìm ngũ cốc thích hợp với từng loại đất, vì vậy mọi người học theo ông.
Nghiêu nghe tiếng ông tài giỏi, bèn cử ông làm Nông sư. Nhờ vậy trong nước được mùa.
Đến thời Thuấn, ông tiếp tục đảm nhiệm việc trồng lúa đậu. Ông được vua Thuấn đặt hiệu là Hậu Tắc, phong cho đất Thai và ban cho họ Cơ, nên gọi tên là Cơ Khí.
Hậu Tắc sống qua đời Thuấn đến đời nhà Hạ thì qua đời. Tiếng tăm của ông được nhiều người biết đến, con Hậu Tắc là Bất Truật lên nối nghiệp. Dòng họ của ông truyền đến đời thứ 16 là Cơ Phát thì lật đổ nhà Thương lập ra nhà Chu.